# Torrent de la Coma del Bosc
El Torrent de la Coma del Bosc és un corrent fluvial de la comarca de l'Alt Urgell, que neix al Roc de l'Àliga i desemboca al riu d'Aravell.